# کمال‌الدین اسماعیل
کمال‌الدین اسماعیل بن محمد اصفهانی (زاده ۵۶۸ هجری قمری_ درگذشته ۶۳۵ هجری قمری) فرزند جمال الدین عبدالرزاق اصفهانی، معروف به خلاق‌المعانی، شاعر ایرانی نیمهٔ نخست قرن هفتم هجری، و آخرین قصیده‌سرای بزرگ ایران در دوران حمله مغولان به ایران است که در سال ۶۳۵ ودر گیرودار هجوم‌ها و قتل‌عام‌های آنان به قتل رسید. دیوان کمال الدین را دکتر رضا ضیا تصحیح و چاپ نموده است.

## زندگی شاعر
جمال‌الدین عبدالرزاق اصفهانی چهار فرزند و بقولی دو پسر داشت که خلاق‌المعانی سرآمد همه آنان و فرزند راستین پدر در شعر و شاعری گردید. 
وی در اصفهان در سال 568 هجری زاده شد. علت اشتهار او را به خلاق‌المعانی، آن دانسته‌اند که در شعر او معانی باریک نهفته‌است که بعد از چند نوبت که مطالعه کنند ظاهر می‌شود. وی نیز مانند پدر روزگار را در مدح اکابر اصفهان و شاهان معاصر خود گذرانیده بود. از جمله ممدوحان او یکی رکن‌الدین مسعود از آل صاعد اصفهان است. دیگر از ممدوحان مشهور وی پسر محمد خوارزمشاه است. دیگر از ممدوحان مشهور کمال‌الدین اسماعیل، حسام‌الدین اردشیر پادشاه باوندی مازندران و اتابک سعد بن زنگی هستند. کمال‌الدین اسماعیل دوره وحشتناک حمله مغول را به تمامی درک کرده و به چشم خویش قتل‌عام مغول را به سال ۶۳۳ هجری قمری در اصفهان دید و در آن باب چنین گفت:
| کس نیست که تا بر وطن خود گرید |  | بر حالِ تباهِ مردمِ بد گرید     |
| دی بر سر مرده‌ای دوصد شیون بود |  | امروز یکی نیست که بر صد گرید |

کمال‌الدین اسماعیل دو سال بعد از حمله مغول یعنی به سال ۶۳۵ هجری قمری به دست مغولی به قتل رسید.

## سبک هنری
کمال‌الدین اسماعیل به استادی و مهارت درآوردن معانی دقیق شهرت وافر دارد؛ و اعتقاد ناقدان سخن بدو تا حدی بود که او را بر پدرش ترجیح نهاده و خلاق‌المعانی لقب داده‌اند. وی علاوه بر باریک‌اندیشی و دقت در خلق معانی در التزامات دشوار و تقید به آوردن ردیف‌های مشکل نیز شهرت دارد، چنان‌که بعضی از قصاید او را که به این التزامات و قیود سروده شده بعد از وی جواب نتوانستند گفت.
کمال‌الدین اسماعیل شاعری بسیار دانا و نغزگو و باهوش بود و چنان در ریختن معانی مستتر در شعر مهارت داشت که به خلاق‌المعانی اشتهار یافت. از ویژگی‌های شعر او معانی دقیق و ظریف مضمر و پنهان است که باید چند نوبت مطالعه و دقت نمود تا آن‌ها را دریافت. او شاعری مداح بود ولی در لابلای مدایح نکات حکمی و زیبایی قرار می‌داد که سرایش او را بارها زیبا و زیباتر می‌نمود.

## نمونه شعر
| رسول مرگ به ناگه به من رسید فراز       |  | که کوس کوچ فروکوفتند کار بساز          |
| کمان پشت دوتا چون به زه درآوردی        |  | ز خویش ناوک دلدوز حرص دور انداز        |
| تبارک‌الله از آن میل من به روی نکو      |  | تبارک‌الله از آن قصد من به زلف دراز     |
| کنون چه گیسوی مشکین مرا چه مار سیاه    |  | کنون چه شعله آتش مرا چه شمع طراز       |
| دریغ جان گرامی که رفت در سر تن         |  | دریغ روز جوانی که رفت در تک و تاز      |
| دریغ دیده که برهم نهاد می‌باید          |  | کنون که چشم به کار زمانه کردم باز      |
| دریغ و غم که پس از شصت و اند سال ز عمر |  | به ناگهان به سفر می‌روم نه برگ و نه ساز |
| به صدهزار زبان گفت در رخم پیری         |  | که این نه جای قرار است خیز واپرداز     |
| برون ز کنج قناعت منه تو پای طلب        |  | که مرغ خانگی ایمن بود ز چنگل باز       |

## کمال‌الدین در ادبیات عثمانی
کمال‌الدین اسماعیل در ادبیات ترکی عثمانی به‌خوبی شناخته‌شده‌است. در ادبیات عثمانی که کاملاً تحت تأثیر ادب فارسی بود از کمال الگوی بسیار مناسبی برداشت کرده بودند. در شعر عثمانی هم حتی بارها نام او آمده‌است؛ مثلاً نفعی شاعر دربار عثمانی از او چنین یاد کرده‌است:
- Harfidir mecmu'a-i esrar-i divan-i Kemal
- noktasidir muhr-e dag-i derun-i Enveri

به لفظ ترکی:
- حرفی دیر مجموعهٔ اسراری دیوانی کمال
- نقطه سی دیر مهری داغی درونی انوری

ترجمهٔ فارسی:
- حرفش همی مجموعهٔ اسرار دیوان کمال است.
- نقطه اش هم مهر داغ اندرون انوری ست

ویا در جایی دیگر خیالی دیگر شاعر عثمانی که در آنجا بسیار محبوب است و حتی او را حافظ عثمانی نامیده‌اند و در اشعارش سعی می‌کرد از کلمات فارسی کمتری استفاده کند در مورد شعر فارسی و شعر کمال بیتی دارد که نه تنها ارزش شعر فارسی بلکه منزلت کمال را در آسیای صغیر بخوبی نشان می‌دهد:
- demen ki siir hemen Hafiz u Kemalindir
- ezan okumadin mi dunyadan gidince bilal

به لفظ ترکی:
- دمئن کی شعر همن حافظ و کمالین دیر
- اذان اوکومادی می‌دنیا دان گیدینجه بلال

ترجمه فارسی:
- هی نگویید که شعر از آن حافظ بود و کمال!
- مگر نخواند کسی اذان ز پس مرگ بلال؟

## آرامگاه

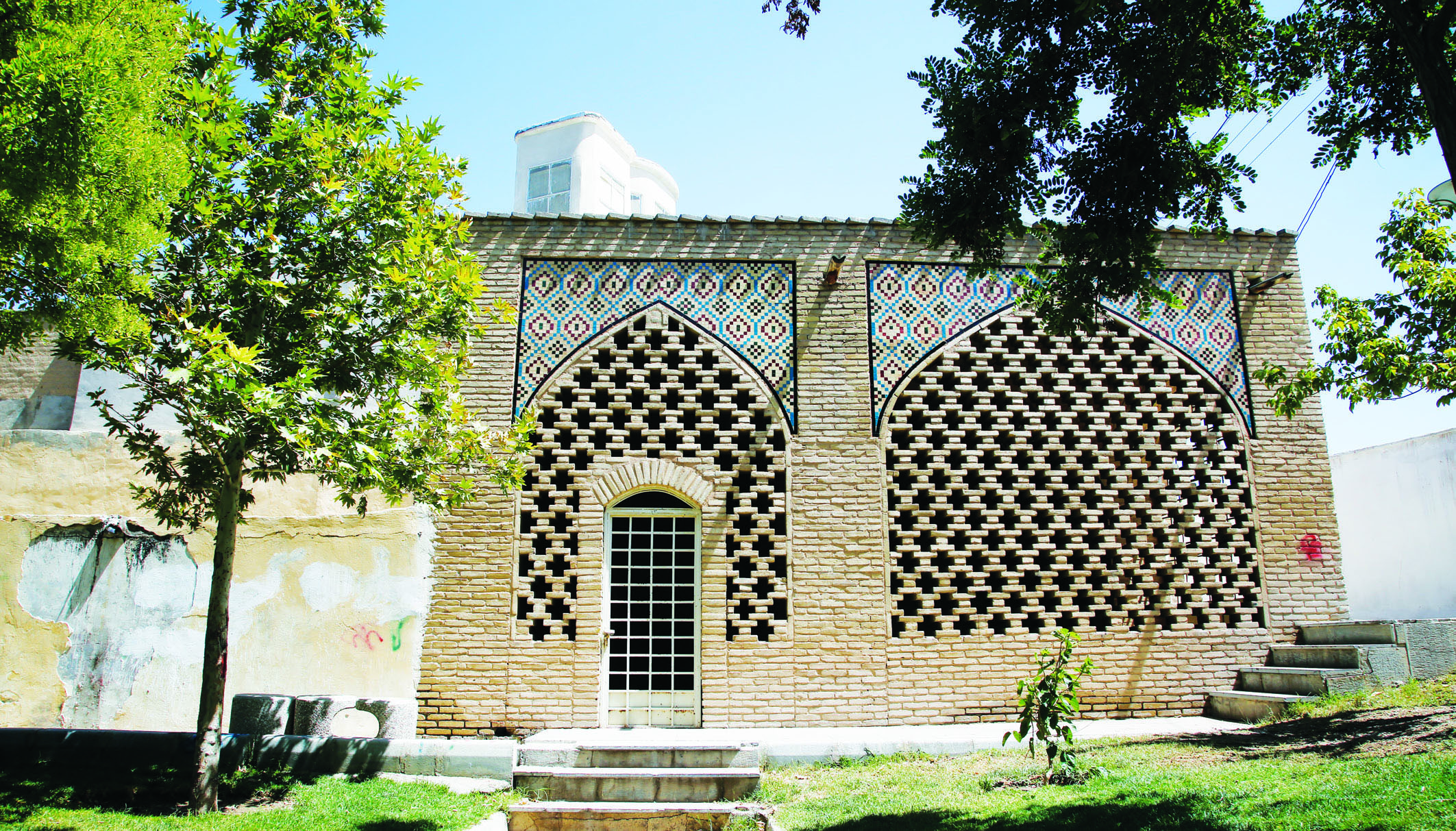
آرامگاه کمال اسماعیل در محله جویباره، اصفهان

آرامگاه وی در خیابان کمال الدین اسماعیل اصفهان و در داخل پارک کمال واقع است.